# Лаїшевський район
Лаїшевський район (рос. Лаишевский район, тат. Layış rayonı, Лае́ш районы́) — муніципальний район у складі Республіки Татарстан Російської Федерації.
Адміністративний центр — місто Лаїшево.

## Адміністративний устрій
До складу району входять одне міське та 24 сільських поселень:
| Поселені                                 | Центр                       | Насельонні пункти |
| ---------------------------------------- | --------------------------- | ----------------- |
| Александровське сільське поселення       | сел. Радгоспу ім. 25 Жовтня |                   |
| Атабаєвське сільське поселення           | с. Атабаєво                 |                   |
| Великокабанське сільське поселення       | с. Великі Кабани            |                   |
| Габішевське сільське поселення           | с. Габішево                 |                   |
| Державінське сільське поселення          | с. Державіно                |                   |
| Єгор'євське сільське поселення           | с. Каїпи                    |                   |
| Караїшевське сільське поселення          | с. Карадулі                 |                   |
| Кірбинське сільське поселення            | с. Кірби                    |                   |
| Куюковське сільське поселення            | с. Кураманово               |                   |
| Лаїшевське міське поселення              | м. Лаїшево                  |                   |
| Макаровське сільське поселення           | с. Ташкірмень               |                   |
| Малоєлгинське сільське поселення         | с. Мала Єлга                |                   |
| Матюшинське сільське поселення           | с. Борове Матюшино          |                   |
| Нармонське сільське поселення            | с. Нармонка                 |                   |
| Нікольське сільське поселення            | с. Нікольське               |                   |
| Орловське сільське поселення             | с. Орел                     |                   |
| Піщано-Ковалінське сільське поселення    | с. Піщані Ковалі            |                   |
| Пелевське сільське поселення             | с. Пелево                   |                   |
| Рождественське сільське поселення        | с. Рождествено              |                   |
| Сокуровське сільське поселення           | с. Сокури                   |                   |
| Середньодев'ятовське сільське поселення  | с. Середнє Дев'ятово        |                   |
| Столбищенське сільське поселення         | с. Столбище                 |                   |
| Татарсько-Сараловське сільське поселення | с. Татарські Сарали         |                   |
| Татарсько-Янтиковське сільське поселення | с. Татарський Янтик         |                   |
| Чирповське сільське поселення            | с. Чирпи                    |                   |